# Rugby-Union-Nationalmannschaft der Salomonen
Die Rugby-Union-Nationalmannschaft der Salomonen repräsentiert den im Südpazifik gelegenen Inselstaat der Salomonen in der Rugby Union. Das Team wird vom World Rugby als Nationalmannschaft der dritten Kategorie eingestuft.

## Geschichte
Die Salomonen bestritten ihr erstes Länderspiel bereits 1969. Die 13:113-Niederlage gegen Fidschi war zugleich die höchste Niederlage in der Geschichte der Nationalmannschaft. Es folgten weitere hohe Niederlagen gegen Samoa 1979 und wiederum Fidschi 1983.
Zur Qualifikation für die Rugby-Union-Weltmeisterschaft 2003 stellte der Verband nach fast 20 Jahren wieder eine Nationalmannschaft. Nach einer Niederlage gegen Papua-Neuguinea und einem Sieg gegen Vanuatu schied man jedoch frühzeitig aus. Das gleiche Schicksal ereilte das Team auch bei der Qualifikation für die Rugby-Union-Weltmeisterschaft 2007.

## Teilnahmen an Weltmeisterschaften
- 1987 nicht teilgenommen
- 1991 nicht teilgenommen
- 1995 nicht teilgenommen
- 1999 nicht teilgenommen
- 2003 1. Qualifikationsrunde
- 2007 1. Qualifikationsrunde
- 2011 nicht teilgenommen
- 2015 1. Qualifikationsrunde
- 2019 1. Qualifikationsrunde
- 2023 nicht teilgenommen